# Верешим (село)
Верешим (рос. Верешим) — село у Лопатинському районі Пензенської області Росії. Адміністративний центр однойменної сільради.

## Географія
Верешим розташоване на території Приволзької височини. Поблизу села протікає річка Верешим. 
Село знаходиться на північному заході, у 20 км., від районного центру с. Лопатине, та за 82 км. від обласного центру міста Пенза.

## Клімат
Клімат села помірно-континентальний, з досить м'якою зимою зі снігопадами й відлигами й тривалим літом. 
Середня температура влітку становить + 20 °C, взимку -13 °C. Перехід від зими до літа супроводжується нетривалою весною, з різким коливанням температури. 
Річна сума опадів у середньому становить 420-470 мм, за вегетаційний період від 210 до 220 мм.
Середньорічна норма опадів — 467 мм.

## Історія
Село засноване державними селянами с. Козлівка Петровського повіту Саратовської губернії, ймовірно, близько 1800 року. 
У 1877 році село належало до Козловської волості Петровського повіту. 

## Населення
| 1859 | 1877   | 1897   | 1914   | 1921   | 1959 | 1979  | 1989  | 1996  | 2004  | 2010  |
| 849  | ↗ 1122 | ↗ 1310 | ↗ 1415 | ↗ 1790 | 799  | ↘ 475 | ↘ 375 | ↗ 395 | ↘ 392 | ↘ 360 |